# Cnemidophyllum longissimum
Cnemidophyllum longissimum är en insektsart som beskrevs av Emsley 1970. Cnemidophyllum longissimum ingår i släktet Cnemidophyllum och familjen vårtbitare. Inga underarter finns listade i Catalogue of Life.